# سارة بريستون
سارة بريستون (بالإنجليزية: Sarah Preston)‏ هي ممثلة بريطانية، ولدت في 1970 في المملكة المتحدة.

## وصلات خارجية
- سارة بريستون على موقع IMDb (الإنجليزية)